# Мрочкув-Каптурув
Мрочкув-Каптурув (пол. Mroczków-Kapturów) — село в Польщі, у гміні Бліжин Скаржиського повіту Свентокшиського воєводства.
У 1975-1998 роках село належало до Келецького воєводства.